# Acacia oxycedrus
Acacia oxycedrus  (лат.) — вид растений из рода Акация (Acacia) семейства Бобовые (Fabaceae).

## Ботаническое описание
Acacia oxycedrus растёт до 2 метров в высоту.
Головки цветков растения от ярко-жёлтого до бледно-жёлтого цвета, появляются в группах от 1 до 3 с июля по октябрь. Затем появляются прямые или слегка изогнутые стручки с семенами, которые от 4 до 10 см длиной и от 3 до 6 мм шириной.

## Распространение
Acacia oxycedrus встречается на песчаных почвах в штатах Южная Австралия, Виктория и Новый Южный Уэльс.

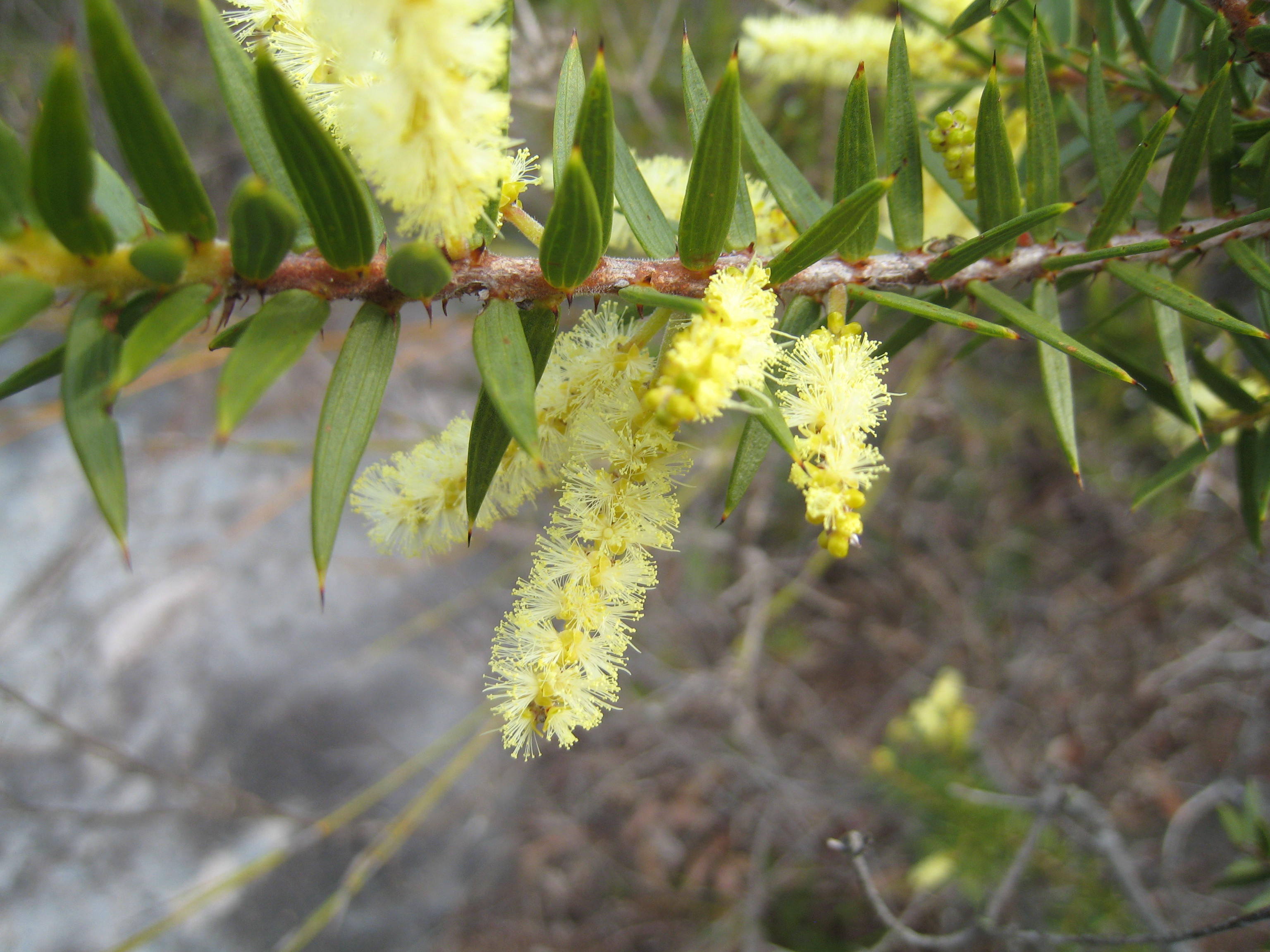
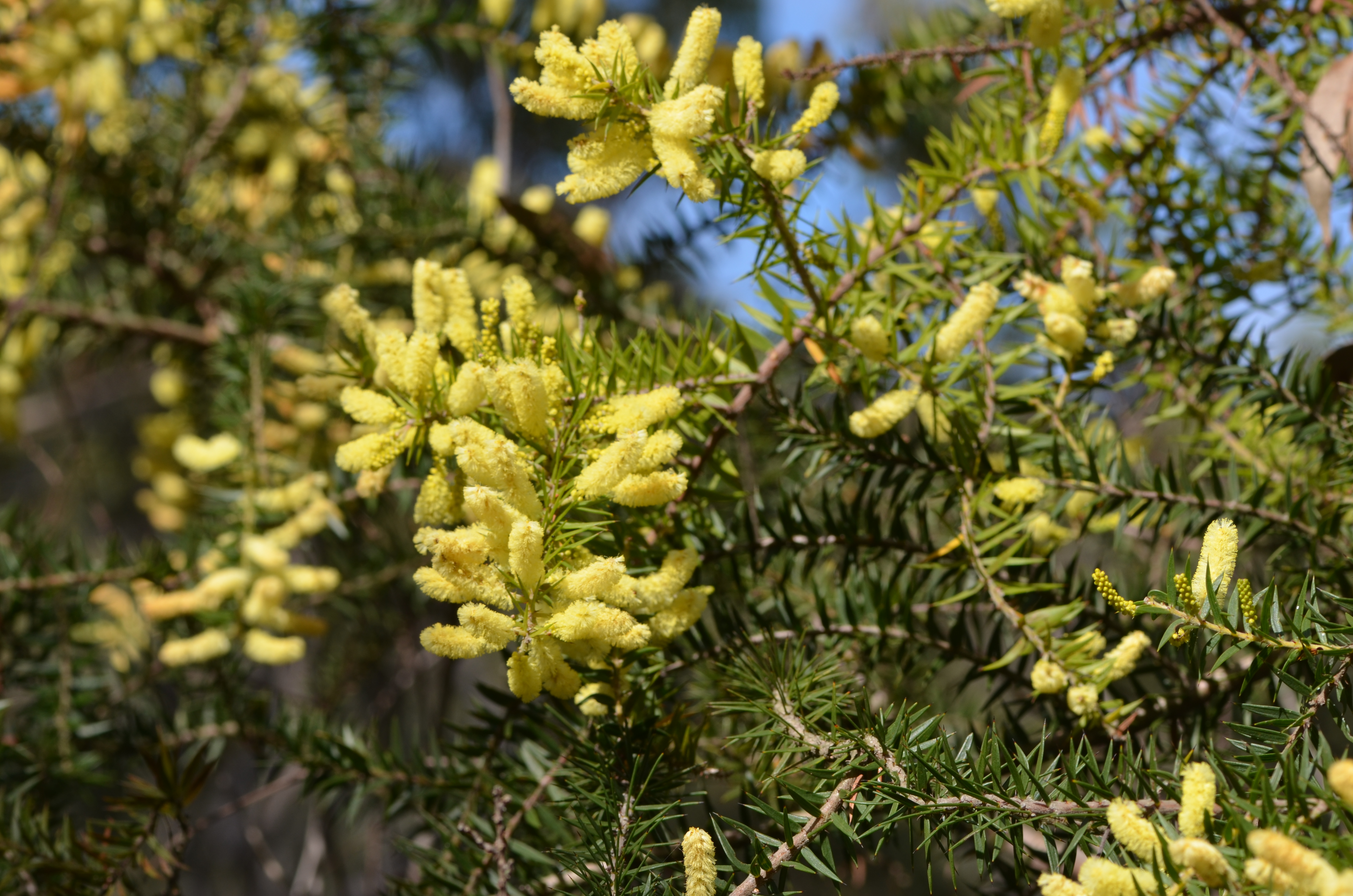
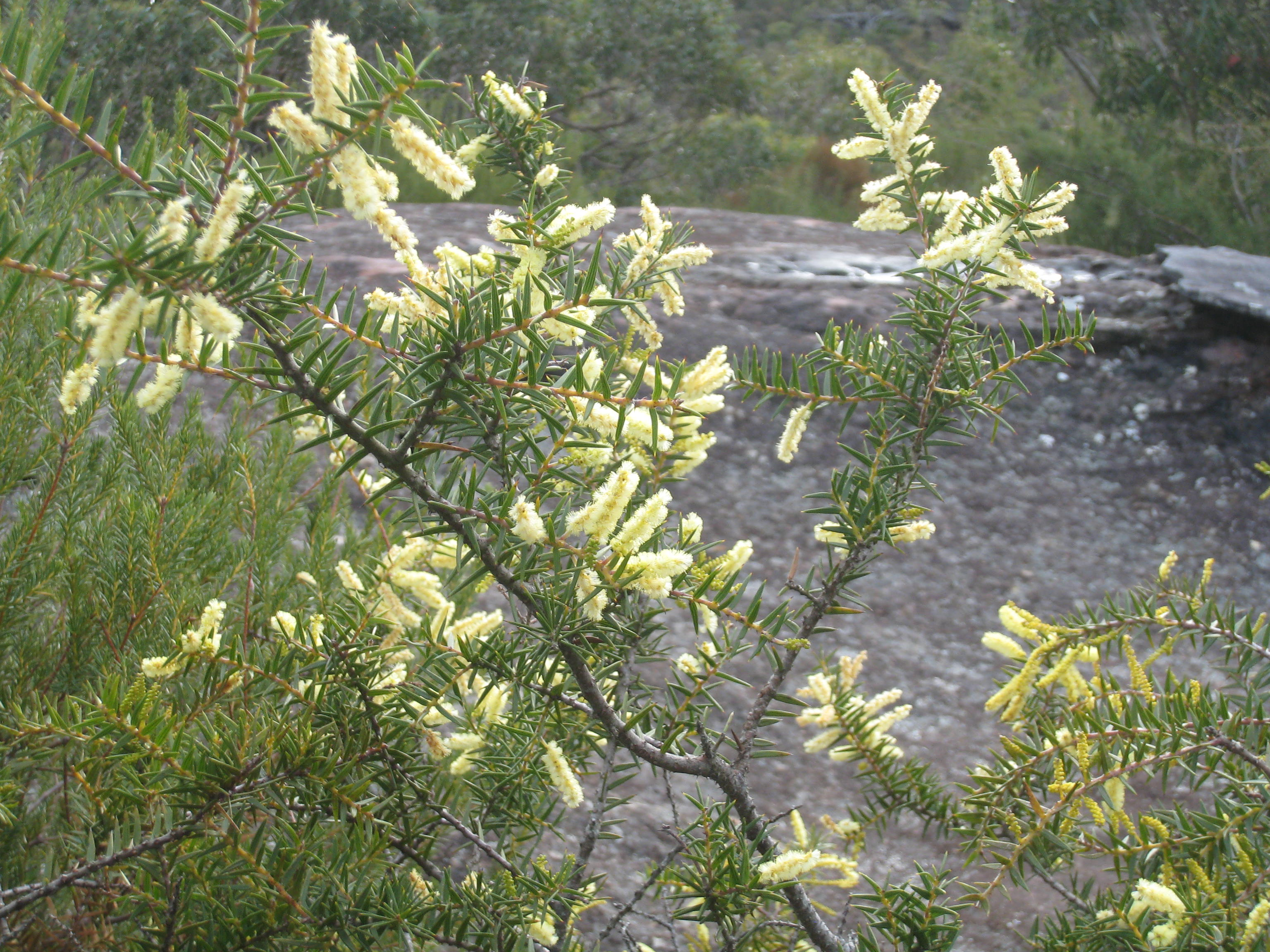
Ku-ring-gai Chase NP